# William Cavendish, marqués de Hartington
William John Robert Cavendish, marqués de Hartington (10 de diciembre de 1917-10 de septiembre de 1944) fue hijo mayor de Edward Cavendish, décimo duque de Devonshire y Mary Cavendish, duquesa de Devonshire. Era esposo de Kathleen Agnes Kennedy, hermana del futuro presidente de EE. UU. John F. Kennedy.

## Política
Lord Hartington era miembro del Partido Conservador. Se presentó como candidato oficial de la coalición de gobierno para las elecciones del 18 de febrero de 1944 por Derbyshire West. Lord Hartington fue derrotado por el independiente Charles White.

## Matrimonio
Lord Hartington se casó el 6 de mayo de 1944 en una oficina de registro de Chelsea en King's Road, Londres con Kathleen Kennedy, hija del exembajador de EE. UU. en Gran Bretaña, Joseph Patrick Kennedy y su esposa, Rose Fitgerald Kennedy. Ella fue "entregada" por su hermano mayor, el Teniente de la Marina de EE. UU., Joseph P. Kennedy, Jr.

## Muerte
Cuatro meses después de su casamiento, el 10 de septiembre de 1944, el mayor de las Coldstream Guards Lord Hartington fue muerto en acción en Bélgica, alcanzado por el disparo de un francotirador. Su compañía estaba tratando de conquistar la ciudad de Heppen, que se encontraba bajo el mando de las SS, en el curso de la Segunda Guerra Mundial.
En las semanas antes de su muerte, el batallón de Lord Hartington, el 5.º, sirvió en la División Acorazada de la Guardia, incurriendo en varios combates en el norte de Francia. A principios de septiembre, cruzaron el Somme y avanzaron hacia Bruselas, donde su unidad fue una de los primeras en liberar la ciudad.

## Sucesión
Su lugar en el orden de sucesión fue tomado por su hermano menor, Lord Andrew Cavendish, convirtiéndose así en Duque de Devonshire.
- Datos: Q717540